# Vladimir Iakounine
Vladimir Ivanovitch Iakounine (en russe : Владимир Иванович Якунин), né le 30 juin 1948 dans la ville de Melenki, dans l'oblast de Vladimir en Russie, est une personnalité publique et oligarque russe, membre de la nouvelle nomenklatura russe. Ancien président de la compagnie des Chemins de fer russes (2005-2015), il est aujourd’hui président du conseil d’administration de l’Institut de recherche Dialogue des civilisations à Berlin et de la Fondation Saint André le Premier Appelé à Moscou. Il est également doyen du département des politiques publiques à la faculté des sciences politiques de l'université d’État de Moscou.

## Carrière
Ingénieur de formation, diplômé en 1972 de l’Institut de mécanique de Leningrad (actuelle Saint-Pétersbourg), Vladimir Iakounine commence sa carrière à Leningrad comme attaché de recherche à l’Institut national de chimie appliquée. Après avoir effectué son service militaire dans l’Armée soviétique en 1975-1977, il est ensuite ingénieur à la Direction du Comité d'État de l’URSS des relations économiques extérieures, puis chef de département à l’Institut physico-technique Ioffé de l’Académie des sciences de l’URSS. 
De 1985 à 1991, Vladimir Iakounine est diplomate à New York, aux États-Unis, au sein de la mission permanente de l’URSS auprès de l'ONU, en assurant successivement les postes de second puis de premier secrétaire.
Il rentre en Russie en février 1991, quelques mois avant l’effondrement de l’URSS, et devient homme d’affaires. C’est à cette époque qu’il fait la connaissance de Vladimir Poutine, alors responsable à la mairie de Saint-Pétersbourg, qui l’aide à réaliser un projet de création d’un tout premier centre d’affaires de la ville.
Il retourne dans la fonction publique en 1997 pour diriger le service d’inspection Nord-Ouest du Département du contrôle général du président de la fédération de Russie. 
En octobre 2000 Vladimir Iakounine est nommé vice-ministre des transports de la fédération de Russie, un poste qui le fait s’installer à Moscou, en février 2002 – premier vice-ministre des voies de communication.
En octobre 2003, il est nommé vice-président des Chemins de fer russes (RZD), une société par actions de type ouvert[Quoi ?] fondée par le gouvernement russe en septembre 2003 dans le cadre de la réforme du secteur ferroviaire. Il en prend la tête le 14 juin 2005 et dirige l'entreprise, premier employeur du pays, jusqu'en août 2015,,.
Vladimir Iakounine a été président de l’Union Internationale des Chemins de fer de 2012 à 2015.
En juin 2013, l'opposant Alexeï Navalny publie des photos de la luxueuse résidence (datcha) de Vladimir Iakounine à Akoulinino dans la périphérie de Moscou, qui est estimée à 57 millions d'euros,.
En avril 2016 Vladimir Iakounine crée une société de conseil Bridgens.

## Autres activités publiques
Vladimir Iakounine est président du conseil d’administration de la Fondation Saint André le Premier Appelé qui œuvre pour la promotion de la famille, des valeurs spirituelles et de la responsabilité citoyenne dans la société russe.
Depuis 2003, à la veille de Pâques orthodoxe, la Fondation Saint André organise une mission à Jérusalem pour ramener en Russie le « feu sacré » qui, selon les orthodoxes, jaillit du Saint-Sépulcre le samedi de Pâques. Iakounine dirige personnellement cette mission très médiatisée devenue une tradition incontournable de la fête de Pâques en Russie,. 
Il chapeaute l’activité de la Fondation d’aide sociale à l’enfance «Déploie tes ailes !» qui soutient les enfants handicapés, malades et orphelins. 
De 2011 à 2017, il copréside avec Thierry Mariani l’association Dialogue franco-russe, créée à Paris en 2004 sous le patronage de Vladimir Poutine et de Jacques Chirac, qui fait du lobbying pro-Kremlin en France,,. 
Impliqué depuis 2003 dans la promotion du dialogue inter-civilisationnel en tant que président-fondateur du Forum publique mondial Dialogue des civilisations, Iakounine annonce en octobre 2015 la prochaine création d'un think-tank international avec pour mission de contribuer, par l'analyse et la recherche, à réduire les tensions dans le monde. Ce think-tank est décrit comme le principal outil d'influence du Kremlin sur les décideurs européens. Iakoutine y invite des personnalités identifiées comme relai d'influence pro-kremlin en Europe, comme Éric Zemmour. 
En 2016, avec l'ancien secrétaire général du Conseil de l'Europe, coprésident du Forum public mondial Dialogue des civilisations Walter Schwimmer et le professeur de l'université de Göttingen Peter Schultze, il fonde à Berlin le DoC Research Institute (Institut de recherche Dialogue des civilisations). Cet organisme non gouvernemental développe des projets de recherche et organise des événements visant à promouvoir le dialogue et à réduire les tensions dans le monde,. Son principal évènement annuel est le Forum de Rhodes, en Grèce, qui réunit de 300 à 600 participants dont des chefs d’État, responsables politiques et économiques et experts du monde entier,. 

## Fonctions académiques
Vladimir Iakounine est docteur ès sciences politiques (de l'université d'État de Moscou, 2007). Il a consacré sa thèse aux "Processus et mécanismes d’élaboration de la politique gouvernementale dans la société russe contemporaine".
Il est auteur et co-auteur de plusieurs ouvrages, parmi lesquels «Politique des transports : dimension politique du développement des transports» (2006), «Élaboration de la politique gouvernementale dans la Russie actuelle : problèmes, théorie et pratique» (2006), « Le post-industrialisme : l’expérience de l’analyse critique » (2012). 
Iakounine est directeur scientifique et président du Conseil d’administration du Centre pour l’analyse des problèmes et la conception de la gestion publique de l’Académie des sciences de Russie depuis janvier 2006.
Depuis 2011, il est doyen du département des politiques publiques de la faculté des sciences politiques de l'université d'État de Moscou. 

## Distinctions
Vladimir Iakounine est titulaire de nombreuses décorations russes et étrangères. Il est notamment Officier de la Légion d'honneur, dont il a été décoré par Nicolas Sarkozy à Paris le 30 septembre 2010.
Il a le grade civil de conseiller d'État effectif de la fédération de Russie de 1re classe.
Il possède également les distinctions étrangères suivantes:
- Ordre du Mérite (Autriche, 3 mars 2011)[27]
- Grand officier de l'Ordre du Mérite de la République italienne (Italie, 21 février 2012)[28]
- Ordre du Mérite civil (Espagne, 9 août 2012)[29]
- Médaille d’or pour mérite (Serbie, 2 septembre 2013)[30]
- Ordre du Saint-Sépulcre (Patriarcat orthodoxe de Jérusalem, 2004)[31]

## Opinions
Vladimir Iakounine est notamment connu pour ses opinions conservatrices sur les questions de société. Sur le plan international, il prône à la fois le dialogue, tout en se montrant très critique envers les États-Unis, auxquels il attribue la volonté d’affaiblir la Russie. Il est par ailleurs souvent considéré comme un porte-voix officieux de la Russie en Europe,,,.
Ancien agent du KGB chargé du renseignement extérieur, il est chargé par le Kremlin de repérer des agents d'influence pro-Kremlin afin de créer un réseau en Europe pour façonner l'opinion de la société civile en faveur des décisions de Vladimir Poutine.

## Sanctions
Le 20 mars 2014 Vladimir Iakounine est placé, avec d'autres responsables russes et proches de Vladimir Poutine, sur la liste des personnes sanctionnées par le gouvernement des États-Unis en raison des actions de la Russie en Ukraine, notamment l'annexion de la Crimée,. Les sanctions comprennent l’interdiction d’entrée et le gel de ses avoirs aux États-Unis, ainsi que l’interdiction de toute activité commerciale avec les personnes physiques et les entités juridiques des États-Unis.
Iakounine critique la politique des sanctions,, tout en affirmant qu'il ne possède pas d'avoirs aux États-Unis ni dans aucun paradis fiscal[réf. nécessaire].